# Geldona Morina
Geldona Morina (* 8. November 1993 in Klina, Bundesrepublik Jugoslawien) ist eine kosovarisch-deutsche Fußballspielerin.

## Karriere

### Vereine
Morina begann ihre Fußballkarriere in der Jugend des SuS 21 Oberhausen und wechselte anschließend zur SG Essen-Schönebeck. Sie spielte von 2009 bis 2010 in der U-17-Mannschaft des FCR Duisburg und wurde danach Teil der zweiten Mannschaft in der 2. Bundesliga. Für diese absolvierte sie in zwei Jahren 34 Spiele, in denen ihr drei Tore gelangen. Zu ihrem einzigen Einsatz für die Duisburger Erstligamannschaft kam Morina am 14. März 2012 bei einem Auswärtssieg gegen den 1. FC Lokomotive Leipzig. Zur Saison 2012/13 schloss sie sich ebenso wie ihre Teamkollegin Madeline Gier dem Ligakonkurrenten SGS Essen an. Dort unterschrieb Morina einen Zweijahresvertrag. Nach Ablauf ihres Vertrages kehrte sie nach Duisburg zurück und schloss sich für eine Saison dem MSV an. Im Sommer 2015 wechselte Morina zum Zweitligisten FSV Gütersloh 2009. Nach zwei Spielzeiten, in denen sie in 36 Einsätzen ein Tor erzielte, kehrte Morina im Juni 2017 zum MSV Duisburg zurück.

### Nationalmannschaft
Morina gab am 26. Oktober 2013 im WM-Qualifikationsspiel gegen Norwegen ihr Länderspieldebüt für die von Altin Rraklli trainierte albanische Nationalmannschaft.